# Klaus Skobowsky
Klaus Skobowsky (* 18. Januar 1958 in Finsterwalde) ist ein ehemaliger deutscher Badmintonspieler.

## Leben
Klaus Skobowsky erlernte das Spiel mit dem Federball in seinem Heimatort Tröbitz beim dortigen Verein Aktivist. Er war vom Kindes- bis ins Juniorenalter einer der dominierenden männlichen Badmintonspieler seiner Altersklasse, nicht zuletzt wegen seiner starken linken Schlaghand. Sein siebenter landesweiter Titel war zugleich sein größter sportlicher Erfolg: Er gewann die DDR-Juniorenmeisterschaft im Herrendoppel zusammen mit seinem Fürstenwalder Partner Rainer Sperfeldt. Bei den Erwachsenen hatte er es dann schwer, sich gegen die starke Greifswalder Konkurrenz um Erfried und Edgar Michalowski(y) sowie gegen die Topspieler des eigenen Tröbitzer Vereins durchzusetzen. An der Seite seiner Vereinskameraden schaffte er es als Stammspieler des Oberligateams jedoch immerhin, fünfmal in Folge Mannschaftsvizemeister zu werden. In den Einzeldisziplinen trumpfte er 1975 und 1980 stark auf: In beiden Jahren gewann er im Herrendoppel die Bronzemedaille. 1986 gewann er mit Silber im Team seine letzte Medaille bei DDR-Titelkämpfen. 1989 half er der Tröbitzer Mannschaft letztmals als Aktiver beim erfolgreich abgeschlossenen Aufstiegsturnier zur Oberliga B in heimischer Halle aus.
Klaus Skobowsky lebt heute in Finsterwalde.

## Sportliche Erfolge
| Veranstaltung                    | Saison    | Disziplin    | Platz | Sieger |
| -------------------------------- | --------- | ------------ | ----- | --- |
| DDR-Bestenermittlung AK 10/11    | 1965/1966 | Herrendoppel | 1     | Gerhard Riese / Klaus Skobowsky (Aktivist Tröbitz) |
| DDR-Bestenermittlung AK 10/11    | 1965/1966 | Herreneinzel | 1     | Klaus Skobowsky (Aktivist Tröbitz) |
| DDR-Bestenermittlung AK 10/11    | 1966/1967 | Herreneinzel | 1     | Klaus Skobowsky (Aktivist Tröbitz) |
| DDR-Bestenermittlung AK 10/11    | 1966/1967 | Herrendoppel | 1     | Klaus Skobowsky / Wilfried Bessin (Aktivist Tröbitz / Lok Haldensleben) |
| DDR-Bestenermittlung AK 10/11    | 1967/1968 | Herreneinzel | 1     | Klaus Skobowsky (Aktivist Tröbitz) |
| DDR-Bestenermittlung AK 10/11    | 1967/1968 | Herrendoppel | 2     | Klaus Skobowsky / Lutz Dähne (Aktivist Tröbitz) |
| DDR-Bestenermittlung AK 12/13    | 1967/1968 | Herreneinzel | 3     | Klaus Skobowsky (Aktivist Tröbitz) |
| DDR-Einzelmeisterschaft AK 12/13 | 1968/1969 | Herrendoppel | 3     | Jürgen Meißner / Klaus Skobowsky (Aktivist Tröbitz) |
| DDR-Einzelmeisterschaft AK 12/13 | 1968/1969 | Herreneinzel | 1     | Klaus Skobowsky (Aktivist Tröbitz) |
| DDR-Einzelmeisterschaft AK 12/13 | 1969/1970 | Herrendoppel | 2     | Klaus Skobowsky / Detlef Sprenger (Aktivist Tröbitz / Empor Eichwalde) |
| DDR-Einzelmeisterschaft AK 12/13 | 1969/1970 | Herreneinzel | 2     | Klaus Skobowsky (Aktivist Tröbitz) |
| DDR-Einzelmeisterschaft AK 16/17 | 1973/1974 | Herrendoppel | 1     | Rainer Sperfeldt / Klaus Skobowsky (TSG Fürstenwalde / Fortschritt Tröbitz) |
| DDR-Einzelmeisterschaft AK 16/17 | 1973/1974 | Herreneinzel | 2     | Klaus Skobowsky (Fortschritt Tröbitz) |
| DDR-Mannschaftsmeisterschaft     | 1974/1975 | Mannschaft   | 2     | Fortschritt Tröbitz (Klaus Katzor, Joachim Schimpke, Roland Riese, Klaus Skobowsky, Harald Richter, Rena Scheithauer, Christine Ober, Carmen Ober)                                  |
| DDR-Einzelmeisterschaft          | 1974/1975 | Herrendoppel | 3     | Klaus Skobowsky / Roland Riese (Fortschritt Tröbitz) |
| DDR-Mannschaftsmeisterschaft     | 1976/1977 | Mannschaft   | 2     | Fortschritt Tröbitz (Frank-Thomas Seyfarth, Joachim Schimpke, Roland Riese, Klaus Skobowsky, Harald Richter, Christine Ober, Carmen Ober)                                           |
| DDR-Mannschaftsmeisterschaft     | 1977/1978 | Mannschaft   | 2     | Fortschritt Tröbitz (Frank-Thomas Seyfarth, Joachim Schimpke, Roland Riese, Klaus Skobowsky, Harald Richter, Christine Ober, Carmen Ober)                                           |
| DDR-Mannschaftsmeisterschaft     | 1978/1979 | Mannschaft   | 2     | Fortschritt Tröbitz (Frank-Thomas Seyfarth, Joachim Schimpke, Roland Riese, Klaus Skobowsky, Harald Richter, Christine Ober, Carmen Ober)                                           |
| DDR-Mannschaftsmeisterschaft     | 1979/1980 | Mannschaft   | 2     | Fortschritt Tröbitz (Frank-Thomas Seyfarth, Joachim Schimpke, Roland Riese, Klaus Skobowsky, Harald Richter, Christine Ober, Carmen Ober)                                           |
| DDR-Einzelmeisterschaft          | 1979/1980 | Herrendoppel | 3     | Frank-Thomas Seyfarth / Klaus Skobowsky (Fortschritt Tröbitz) |
| DDR-Mannschaftsmeisterschaft     | 1980/1981 | Mannschaft   | 3     | Fortschritt Tröbitz (Frank-Thomas Seyfarth, Joachim Schimpke, Roland Riese, Klaus Skobowsky, Harald Richter, Christine Ober, Carmen Ober)                                           |
| DDR-Mannschaftsmeisterschaft     | 1981/1982 | Mannschaft   | 3     | Fortschritt Tröbitz (Frank-Thomas Seyfarth, Joachim Schimpke, Roland Riese, Klaus Skobowsky, Harald Richter, Christine Ober, Carmen Ober)                                           |
| DDR-Mannschaftsmeisterschaft     | 1983/1984 | Mannschaft   | 3     | Fortschritt Tröbitz (Frank-Thomas Seyfarth, Jens Scheithauer, Joachim Schimpke, Thomas Dittrich, Klaus Skobowsky, Harald Richter, Jörg Deutschmann, Petra Schubert, Andrea Pohling) |
| DDR-Mannschaftsmeisterschaft     | 1985/1986 | Mannschaft   | 2     | Fortschritt Tröbitz (Frank-Thomas Seyfarth, Joachim Schimpke, Jens Scheithauer, Klaus Skobowsky, Petra Schubert, Christine Maertin)                                                 |